# Элдред I Бамбургский
Элдред I (англ. Ealdred; умер 933) — элдормен Бамборо (Берниции) с 913 года, лидер нортумбрийцев, сын Эдвульфа II. Играл важную роль в защите Нортумбрии от атак викингов.
Во время вторжения викингов в Нортумбрию между 914 и 916 годами Элдред бежал в Шотландию — ко двору короля Константина II. В 918 году шотландская армия, в составе которой был и Элдред, вторглась в Нортумбрию, однако в битве при Корбридже не смогла добиться успеха. Хотя викинги продолжали управлять Нортумбрией, Элдред продолжал оставаться достаточно могущественным правителем. В 924 году он принёс вассальную присягу англосаксонскому королю Эдуарду Старшему, став его союзником. А после того, как король Этельстан, сын Эдуарда, присоединил в 927 году Нортумбрию к своему королевству, элдормен Бамбурга стал его вассалом.

## Происхождение
Элдред происходил из знатного англосаксонского рода. Его отец, Эдвульф II, в записи X века, включённой в ирландские «Анналы Ульстера», именуется королём северных саксов, в то время как в «Истории Святого Кутберта» назван принцепсом. Созданный в XII веке трактат «De Northumbria post Britannos» называет его внуком короля Нортумбрии Эллы (умер в 867) — сыном королевской дочери Этельриты, однако имя его отца не называет. Эдвульф, как и позже его сын, играл выдающуюся роль в объединении Нортумбрии с другими регионами, находящимися под властью англичан в период, когда в начале X века возобновились вторжения викингов в Англию.

## Биография

Англия в 910 году

Элдред играл важную роль в защите Нортумбрии от атак викингов и был союзником короля Эдуарда Старшего. «История Святого Кутберта» утверждает, что тот любил элдормена так же, как Альфред Великий любил его отца.
Элдред наследовал Эдвульфу II в 913 году, после того как тот был убит во время вторжения Эдреда, сына Риксинка, захватившего ещё и жену убитого, после чего отправился в святилище земель Святого Кутберта к югу от реки Тайн. Эдред прожил там 3 года и погиб в 916 году в битве против викингов. В этот период трое викингов, Рагналл, Ситрик и Гутфрид, начали военную кампанию, пытаясь установить контроль над Нортумбрией. Они обосновались в Юго-Восточной Ирландии, и под их контролем находилось Ирландское море. Между 914 и 916 годами Рагналл вторгся в Восточную Британию и захватил владения Элдреда, который был вынужден бежать на север к королю Шотландии Константину II. Бенджамин Хадсон считает, что выбор шотландского короля, а не английского, возможно, был обусловлен родством. В 918 году Константин в сопровождении Элдреда вторгся в Нортумбрию, однако их армия в битве при Корбридже не смогла добиться успеха.
Хотя итоги битвы при Корбридже были неопределёнными, Рагналл после неё смог утвердиться в южной Нортумбрии (бывшей Дейры). В 919 году он прибыл в Йорк, где провозгласил себя королём. Берниция осталась в составе его владений. Рагналл умер в 920 или 921 году. Его преемником стал Ситрик, который был менее грозным соперником, однако правил в Нортумбрии до 927 года. При этом Элдред оставался достаточно могущественным правителем. «Англосаксонская хроника» указывает, что в 924 году он, как «и все, кто жили в Нортумбрии — англы, даны и норманны», принёс вассальную присягу королю Англии Эдуарду Старшему. Когда Ситрик умер в 927 году, король Этельстан, сын Эдуарда, присоединил Нортумбрию к своему королевству, после чего Элдред принёс вассальную присягу и ему. После этого он на какое-то время исчезает из источников, вновь появляясь в качестве свидетеля нескольких хартий Этельстана, выданных в 931 или 932 году. На основании этого Бенджамин Хадсон делает вывод, что всё это время Элдред постоянно присутствовал при английском королевском дворе. После этого упоминания о нём окончательно исчезают, из чего историк делает вывод, что тот мог умереть в 933 году.

## Семья
Известно, что у Элдреда был брат по имени Утред, который выжил в битве при Корбридже. По мнению Бенджамина Хадсона, сыном Элдреда мог быть Осульф I, который правил в Нортумбрии во время правления короля Англии Эдреда (умер в 955). Он организовал в 954 году убийство Эйрика I Кровавой Секиры, последнего норвежского короля независимой Нортумбрии, после чего английский король смог присоединить её к своим владениям. Освульф был свидетелем нескольких королевских хартий, где он называется «высокородный вождь Бамбурга». Однако в «De Northumbria post Britannos» приводится родословная Вальтеофа, графа Нортумбрии, где Осульф показан сыном Эдвульфа II и, соответственно, являлся не сыном, а братом Элдреда.
В 934 году «Анналы Клонмакнойса» сообщают о смерти «Адульфа мак Этульфа, короля северных саксов»; который считается братом Эдульфа.